# 克氏擬箬鰨
克氏擬箬鰨為輻鰭魚綱鰈形目鰨亞目鰨科的其中一種，分布於地中海至南非德班半鹹水、海域，棲息深度20-460公尺，本魚體褐色，有不規則的白色或黑色線條、斑點與假眼斑，體長可達40公分，棲息在沙泥底質底層水域，生活習性不明，可為食用魚。